# ديفيد كلاري
ديفيد كلاري (بالإنجليزية: David Clary)‏ هو كيميائي بريطاني، ولد في 14 يناير 1953 في Halesworth ‏ في المملكة المتحدة.